# Distretto di Dongbao
Il distretto di Dongbao (东宝区S, Dōngbǎo QūP) è un distretto della Cina, situato nella provincia di Hubei e amministrato dalla prefettura di Jingmen.